# Richard Glenn
 (juillet 2007).
Si vous disposez d'ouvrages ou d'articles de référence ou si vous connaissez des sites web de qualité traitant du thème abordé ici, merci de compléter l'article en donnant les références utiles à sa vérifiabilité et en les liant à la section « Notes et références ».
Pour les articles homonymes, voir Glenn.
Richard Glenn (6 février 1946 - ) est un ésotériste et un ufologue québécois (Canada) de la mouvance New Age.

## Biographie
Richard Glenn a été professeur d'éducation physique pendant 18 ans, journaliste pour le seul quotidien francophone d'Ontario, Le Droit et il a été également président des loisirs de la ville de Brossard pendant six ans, bénévolement. 
Il est le concepteur, l'animateur et le réalisateur de l'émission Ésotérisme expérimental de 1976 à 1997. Dans cette émission hebdomadaire, il recevait des spécialistes de divers sujets occultes ayant un lien avec l'ésotérisme (phénomène OVNI, politique mondiale, sociétés secrètes, interprétation de l'origine des religions etc.). À noter, l'émission a atteint les plus hautes cotes d'écoutes à ce jour pour une émission diffusée au canal communautaire[réf. nécessaire]. Le 15 avril 2000, il a été condamné à 1 an de prison après avoir été reconnu coupable d'agression sexuelle sur un garçon entre 1981 et 1984.

## L'ésotérisme de Richard Glenn
Avant Internet, il était difficile de rendre une description brève et concise de la démarche ésotérique de M. Glenn étalée sur plusieurs décennies. Depuis 1997, son cheminement apporte un éclairage structuré face aux intérêts popularisés par internet tel les théories du complot, les enlèvements par les extraterrestres, les religions, les sciences de façon générale[source secondaire souhaitée].
L'émission Ésotérisme expérimental a fait connaître Alexandre Lachance, alchimiste, Bernard de Montréal (pseudonyme), Jean Étienne Charon, physicien, Serge Monast, journaliste d'enquête international et Louis Lefebvre (écrivain), politologue ésotériste. 
Richard Glenn transmet la Tradition Ésotérique par une mise à jour « à la moderne » en utilisant certains films à grand public de science-fiction et de fantastique comme outils d'enseignement dans un but de vulgarisation. Il affectionne particulièrement l'univers fantastique créé par George Lucas, Star Wars, pour lequel il consacre une large section de son site internet[source secondaire souhaitée].
En 2017, Richard Glenn communique par son site web et par des conférences mensuelles des notions d'ésotérisme, souvent axées sur des phénomènes inexpliqués tels que les extraterrestres et la venue du Grand Monarque entre autres. Une portion de son travail est consacrée aux abonnés du Club CRÉÉE — Club de Recherche et Étude en Ésotérisme Expérimental — depuis 2003.

## Publication

### Essai
- Les preuves par l'épreuve aux éditions Orandia.

### Films
Il a aussi créé, produit et réalisé trois vidéo-films:
Le Petit Pharaon Ailé (1984), Le Retour du Petit Prince (1987) et Le Grand Départ (1985). 

### Pièce de théâtre
- L'Ermite de la Montagne (1982) a été jouée devant plus de 3 600 spectateurs[réf. nécessaire].

## Invités connus
- André Fontaine (peintre), en tant que témoin de l'assassinat de John F. Kennedy[3]
- Bernard de montréal, spiritualiste et essayiste québécois, en 1977.
- Luc Jouret, fondateur de l'Ordre du Temple Solaire[4]

## Lien et références externes
- Site Web de Richard Glenn